# Banane plantain frite
 (mai 2024).
La mise en forme du texte ne suit pas les recommandations de Wikipédia : il faut le « wikifier ».
Les points d'amélioration suivants sont les cas les plus fréquents. Le détail des points à revoir est peut-être précisé sur la page de discussion.
- Les titres sont pré-formatés par le logiciel. Ils ne sont ni en capitales, ni en gras.
- Le texte ne doit pas être écrit en capitales (les noms de famille non plus), ni en gras, ni en italique, ni en « petit »…
- Le gras n'est utilisé que pour surligner le titre de l'article dans l'introduction, une seule fois.
- L'italique est rarement utilisé : mots en langue étrangère, titres d'œuvres, noms de bateaux, etc.
- Les citations ne sont pas en italique mais en corps de texte normal. Elles sont entourées par des guillemets français : « et ».
- Les listes à puces sont à éviter, des paragraphes rédigés étant largement préférés. Les tableaux sont à réserver à la présentation de données structurées (résultats, etc.).
- Les appels de note de bas de page (petits chiffres en exposant, introduits par l'outil «  Source ») sont à placer entre la fin de phrase et le point final[comme ça].
- Les liens internes (vers d'autres articles de Wikipédia) sont à choisir avec parcimonie. Créez des liens vers des articles approfondissant le sujet. Les termes génériques sans rapport avec le sujet sont à éviter, ainsi que les répétitions de liens vers un même terme.
- Les liens externes sont à placer uniquement dans une section « Liens externes », à la fin de l'article. Ces liens sont à choisir avec parcimonie suivant les règles définies. Si un lien sert de source à l'article, son insertion dans le texte est à faire par les notes de bas de page.
- La présentation des références doit suivre les conventions bibliographiques. Il est recommandé d'utiliser les modèles {{Ouvrage}}, {{Chapitre}}, {{Article}}, {{Lien web}} et/ou {{Bibliographie}}. Le mode d'édition visuel peut mettre en forme automatiquement les références.
- Insérer une infobox (cadre d'informations à droite) n'est pas obligatoire pour parachever la mise en page.

Pour une aide détaillée, merci de consulter Aide:Wikification.
Si vous pensez que ces points ont été résolus, vous pouvez retirer ce bandeau et améliorer la mise en forme d'un autre article.

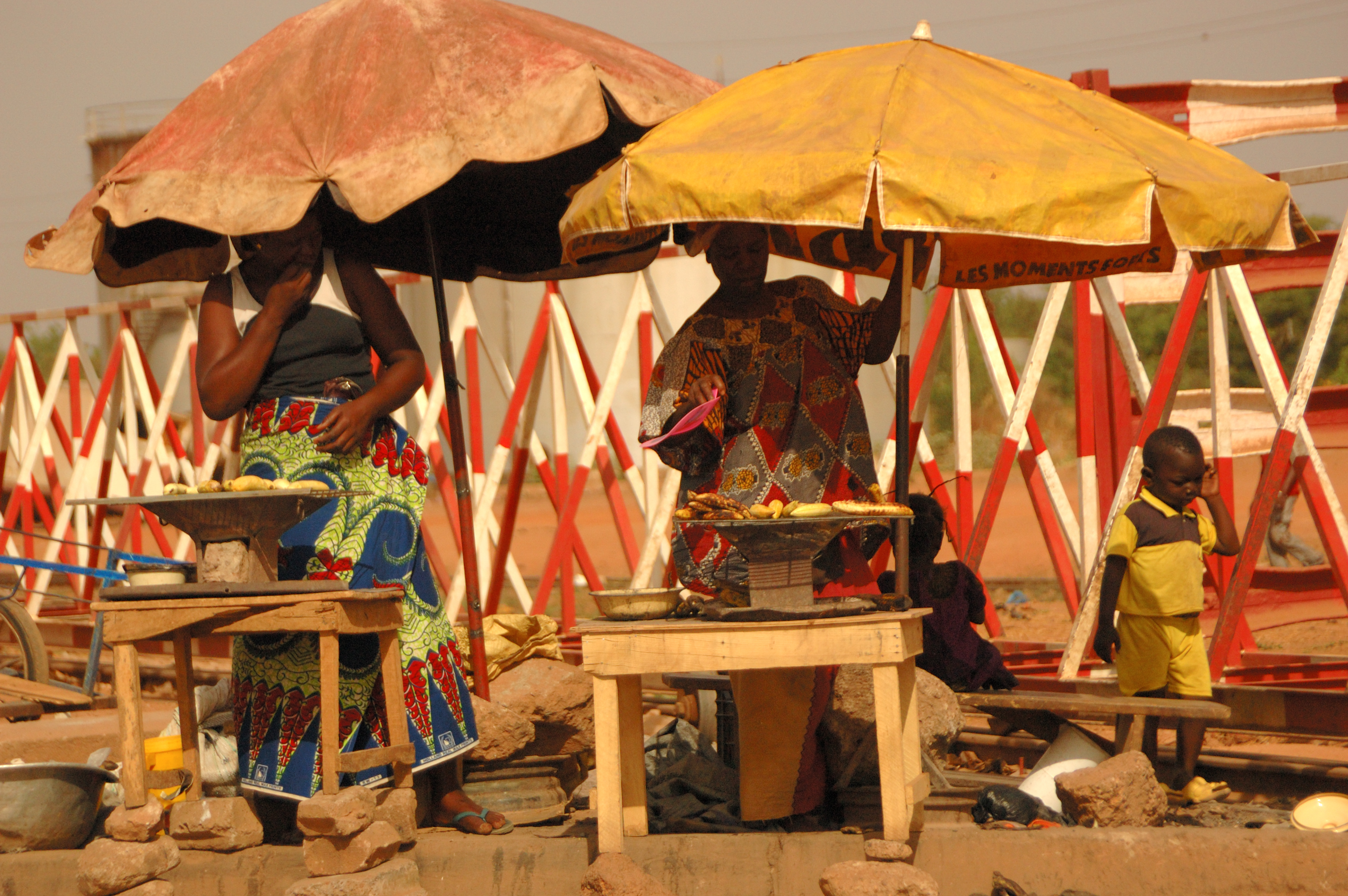
Vendeurs de plantain rôti à Ouagadougou, Burkina Faso

La banane plantain frite est un plat cuisiné partout où poussent les bananes plantains, de l'Afrique de l'Ouest à l'Afrique de l'Est en passant par l'Amérique centrale, la région tropicale du nord de l'Amérique du Sud et les pays des Caraïbes comme Haïti à Cuba et dans de nombreuses régions de l'Asie du Sud-Est et de l'Océanie, où les en-cas frits sont très populaires. En Indonésie, on l'appelle gorengan. On l'appelle dodo en yoruba dans le sud-ouest du Nigeria, ou simplement sous le nom de banane plantain frite dans d'autres régions du Nigeria. Le Kelewele est une banane plantain épicée frite qui peut accompagner le ragoût africain à base de haricots cornille appelée red-red ou le ragoût de poisson au Ghana.
La banane plantain frite est également consommée dans certains pays d’Amérique du Sud ou des Caraïbes dans lesquels l’influence africaine est présente. Par exemple, en République dominicaine, en Équateur, au Nicaragua, à Porto Rico et dans une moindre mesure à Cuba, il est courant de couper les plantains en tranches, de les faire frire jusqu'à ce qu'elles soient jaunes, de les écraser entre deux assiettes et de les faire frire à nouveau, ce plat est généralement salé. Porto Rico propose le mofongo, un plat composé de bananes plantains frites et pilées avec du chicharrón, des épices, de la graisse (beurre, saindoux ou huile d'olive) et généralement dans un bouillon ou servi avec de la viande ou des fruits de mer en accompagnement. Il existe également un plat traditionnel en Équateur appelé bolon. C'est également un plat courant en Haïti, appelé bannann peze, et dans toute l'Amérique centrale, appelé patacones au Costa Rica, au Panama, en Colombie et en Équateur, et sous le nom de tostones au Nicaragua et dans les Caraïbes hispanophones. Au Honduras et au Venezuela, on les appelle tajadas. Porto Rico propose aussi des arañitas, où les bananes plantains vertes et jaunes sont râpées ensemble, assaisonnées, formées en galettes, puis frites jusqu'à ce qu'elles soient croustillantes. D'autres plats traditionnels de bananes plantain frites à Porto Rico comprennent l'alcapurria, le pionono, le ralleno de amarillo (semblable au papa rellena mais à base de plantain jaune) et les bolitas de plantain (boulette de plantain).

## Consommation et usages
Les bananes plantain frites peuvent être servies en collation, en entrée ou en accompagnement du plat principal, comme avec du riz Jollof, de la viande épicée au barbecue, un ragoût de tomates ou des haricots. Elles sont préparées de différentes manières : salées ou non, coupées en « oreilles », « doigts », en dés, ou frites en entier.
Les plantains jaunes frites sont des bananes sucrées d'Amérique centrale et des Caraïbes, frites dans de l'huile chaude. Dans les Caraïbes hispanophones, les bananes plantains vertes frites sont consommées avec une sauce mojo à Cuba et à Porto Rico et du wasakaka en République dominicaine. Elles sont parfois consommées avec du ketchup ou un mélange mayonnaise-ketchup. Dans la ville de Cali, en Colombie, dans le Pacifique, les bananes plantains sont consommées frites et accompagnées d'un condiment appelé Hogao. Les bananes plantains sucrées sont également servies avec des plats salés dans les Caraïbes, en particulier dans les îles hispanophones et en Jamaïque.

## Alloco

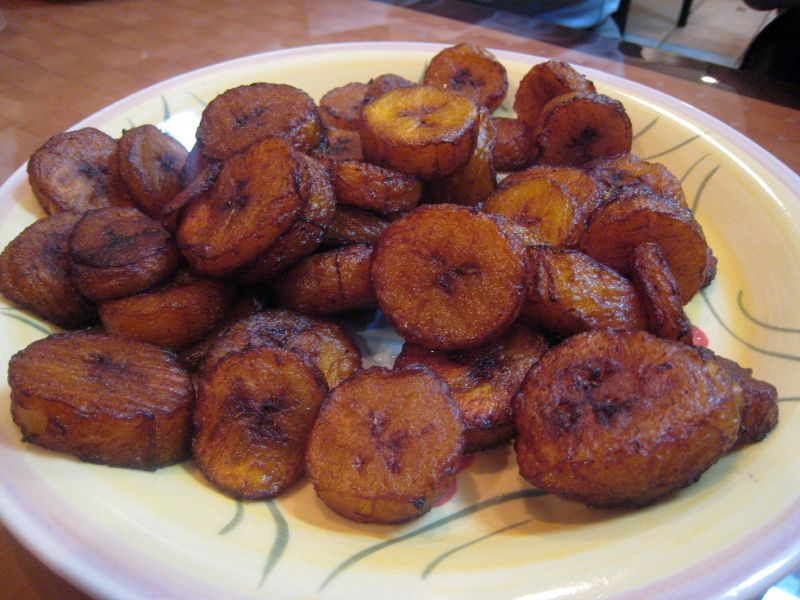
Alloco

L'Alloco, comme on l'appelle en Côte d'Ivoire et au Burkina Faso, est appelé dodo (Yoruba) au Nigeria, missolè au Cameroun et makemba en République démocratique du Congo. Le nom alloco (parfois appelé aloko) vient des Baoulé, un groupe ethnique présent à l'est de la Côte d'Ivoire. Il est dérivé du mot loko qui signifiait si une banane plantain était mûre. Il s’agit d’une collation populaire ouest-africaine à base de plantain frite. L'alloco est souvent servi avec du piment et des oignons. Au Nigeria, il est généralement servi en accompagnement, mais peut être consommé seul.
Le Gizdodo est un plat d'accompagnement au Nigeria contenant de la banane plantain frite et du gésier grillé.
L'Alloco est largement considéré comme une nourriture de type fast-food et est vendu dans les rues de Côte d'Ivoire. Une zone avec de nombreux vendeurs de viandes grillées et d'alloco dans le quartier de Cocody est nommée Allocodrome, d'après ce plat.

## Ipékere

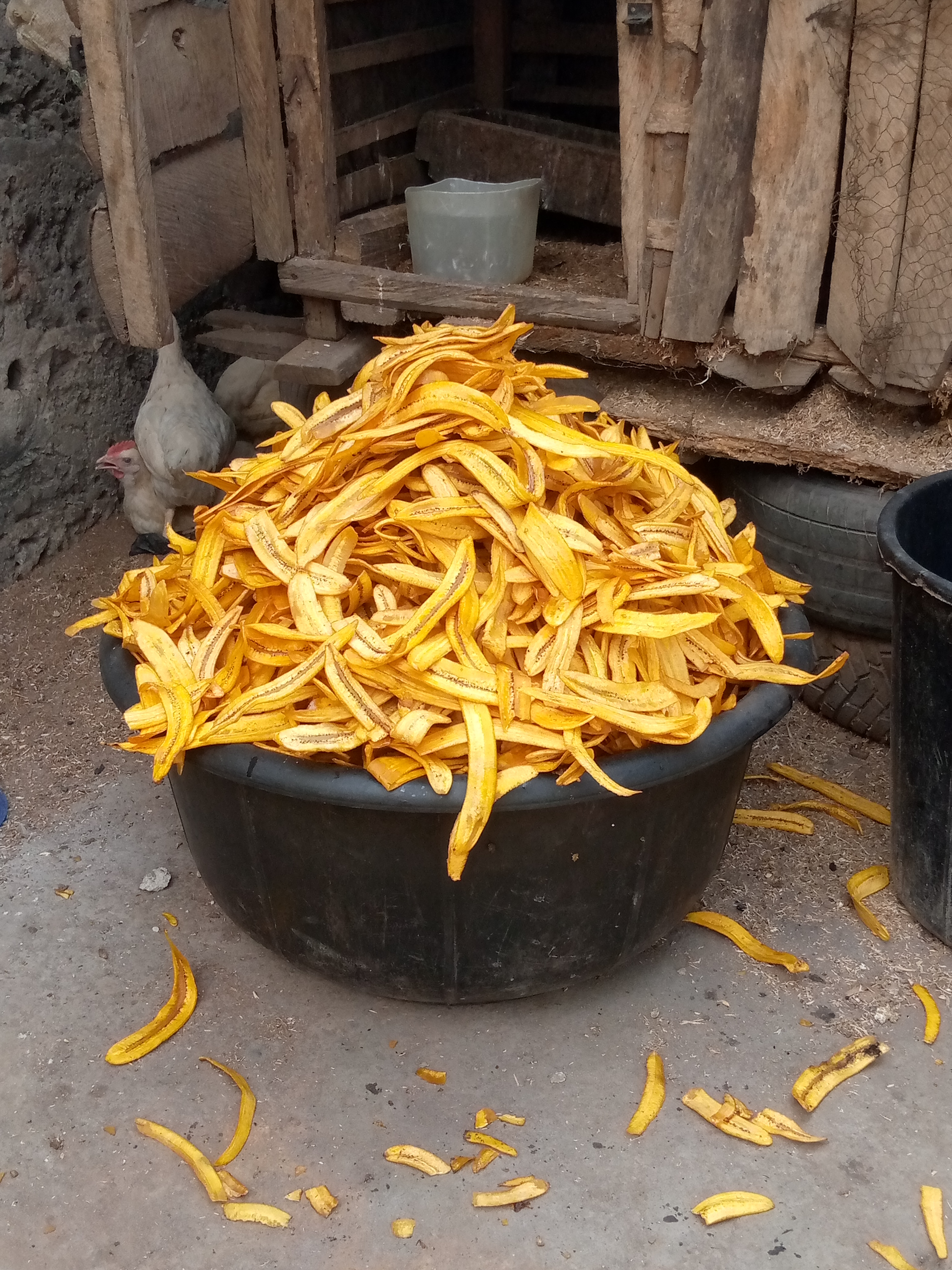
Ipékere

L'ipekere est un en-cas traditionnel au Nigéria provenant de la cuisine yoruba. Ce sont des chips de banane plantain. L'ipekere est cuisiné à partir de bananes plantains mûres et non mûres qui sont coupées en fines rondelles ou en fines formes verticales et frites pour obtenir une texture croustillante. Le nom est dérivé de la langue yoruba et est largement reconnu dans tout le Nigeria.
Cette collation traditionnelle a une longue histoire et est appréciée pour son goût délicieux et sa simplicité. C'est un aliment de base de la cuisine yoruba et est apprécié par les personnes de tous âges à travers le Nigeria.

### Préparation
Pour préparer l'ipekere, les bananes plantains mûres sont soigneusement pelées et coupées en formes fines et uniformes, généralement à l'aide d'un couteau ou d'une mandoline. Les bananes plantains sont ensuite frites jusqu'à ce qu'elles prennent une couleur brun doré, ce qui donne une collation croustillante et légèrement sucrée. L'ipekere est assaisonné de sel et d'épices ou de sucre. Il peut également être aromatisé avec différentes épices, comme le poivre de Cayenne, le gingembre, la poudre d'oignon ou la poudre d'ail. Certaines personnes font aussi frire des oignons et du gingembre frais avec les tranches de plantain pour plus de saveur. Le processus de friture donne à l'ipekere sa texture distinctive, ce qui en fait un aliment de rue et une collation domestique populaire au Nigeria.

## Kelewélé
Le Kelewele est un plat ghanéen populaire à base de bananes plantains frites et assaisonnées d'épices. En anglais, on l'appelle parfois hot plantain chips. À Accra, le kelewele est généralement vendu la nuit par des vendeurs ambulants et parfois l'après-midi par les femmes des campagnes,,,. Kelewele est par ailleurs un choix populaire pour le dîner.
Originaire du Ghana, le kelewele a été popularisé en Amérique par plusieurs livres de recettes.

### Préparation
Les bananes plantains sont pelées et peuvent être coupées en morceaux ou en cubes. Le gingembre, le poivre de Cayenne et le sel sont les épices typiques utilisées pour préparer le kelewele,,. Les oignons, l'anis, les clous de girofle, la muscade, la cannelle et le piment en poudre peuvent aussi être utilisés comme épices. Il existe des préparations commerciales qui peuvent simplifier la préparation et offrir un goût standardisé. Par exemple, l’ huile doit être chaude et la banane plantain ne doit pas être trop molle, sinon elle absorberait trop d’huile. La banane plantain doit être frite jusqu'à ce que le sucre qu'elle contient caramélise et produise des bords bruns,.

#### Souvent servi avec
Le kelewele peut être servi avec un ragoût de haricots, des cacahuètes ou seul en dessert.

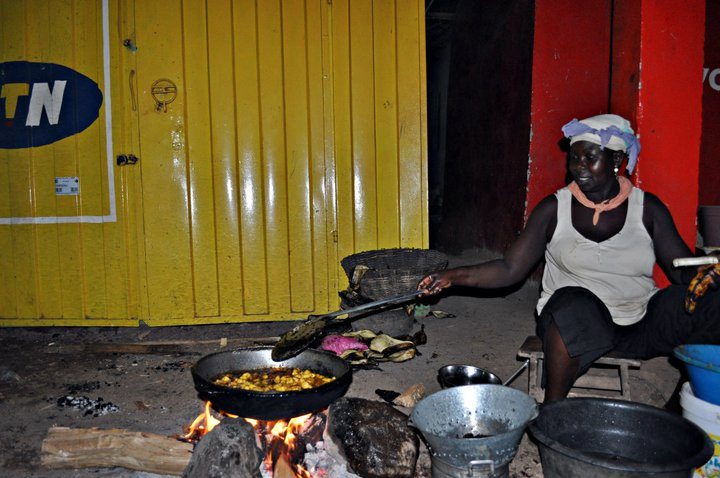
Vendeur Kelewele à Takoradi, Ghana

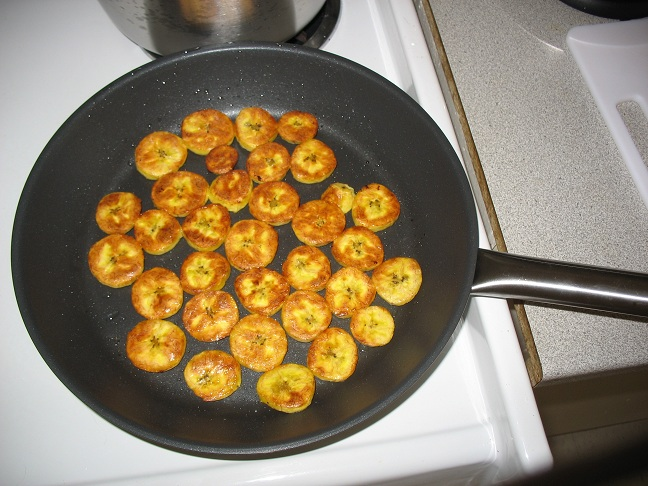
Bananes plantains en train de frire
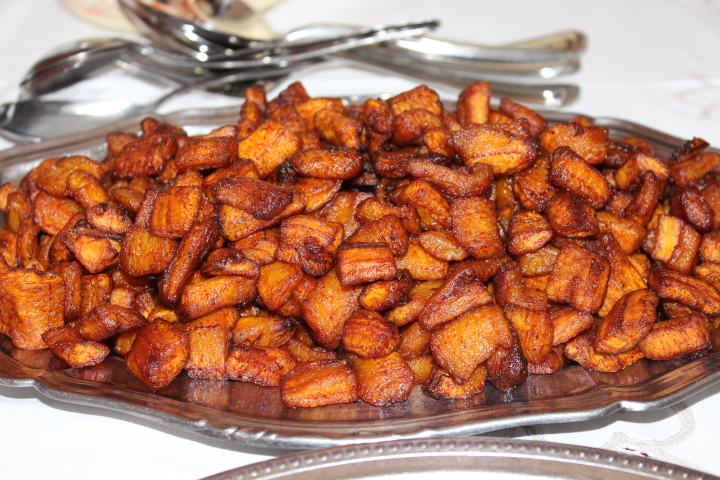
Un plateau de plantains frites